# لويس سيباستيان والش
لويس سيباستيان والش (بالإنجليزية: Louis Sebastian Walsh)‏ هو قسيس أمريكي، ولد في 22 يناير 1858، وتوفي في 12 مايو 1924.